# Oskar Repka
Oskar Marek Repka (ur. 3 stycznia 1999 w Bydgoszczy) – polski piłkarz, grający na pozycji pomocnika. Od lipca 2025 zawodnik Rakowa Częstochowa.